# Buduburam

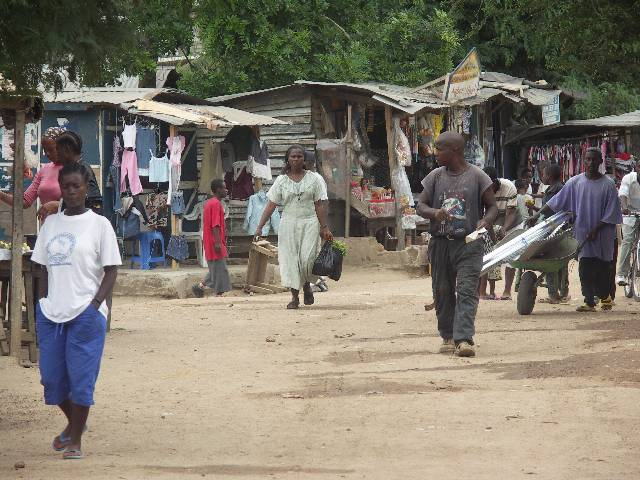
Il campo profughi di Buduburam nel 2005

Buduburam è un campo profughi in Ghana, posto 44 km a ovest della capitale Accra, non distante dalla costa atlantica.
Fu aperto nel 1990 dall'Alto commissariato delle Nazioni Unite per i rifugiati per accogliere i profughi dalla Liberia della prima guerra civile liberiana (1989-1996). Successivamente ha accolto i profughi della guerra civile in Sierra Leone (1991-2002), della seconda guerra civile liberiana (1999-2003) e della prima (2002-2007) e seconda guerra civile (2007-2011) in Costa d'Avorio. Qui, il 2 novembre 2000, nacque il calciatore canadese Alphonso Davies, attuale centrocampista del Bayern Monaco e della  nazionale canadese. 
Il campo profughi è gestito dalle organizzazioni non governative internazionali e liberiane e da organizzazioni di volontari.